# 马六甲蒲桃
马六甲蒲桃（学名：Syzygium malaccense），又名馬來蓮霧，为桃金娘科蒲桃属的植物。分布在越南、马来西亚、印度、老挝以及云南、台湾等地，生长于海拔150米至600米的地区。

## 形态特征
马六甲蒲桃为常绿小乔木或灌木，高可达15米。树皮灰褐色或淡红褐色。叶对生，披针形至椭圆形，叶面光滑有光泽，叶缘全缘。花两性，簇生于枝端或叶腋，花瓣白色或淡粉色，雄蕊多数，伸出明显。果实为浆果状核果，熟时紫红至黑色，味甜多汁，直径约2–4厘米。

## 用途
马六甲蒲桃的果实可供生食，亦可制成果酱、果冻或饮料。部分地区将其种为观赏植物，因其树形整洁、果实色彩鲜艳。传统东南亚草药中亦有将其叶片用作泡茶、退烧或消炎的用途，但尚缺乏系统医学研究验证。

## 栽培与繁殖
喜温暖湿润气候，适合种植于排水良好之酸性或中性土壤。繁殖方式以播种为主，亦可扦插。幼苗期需适度遮阴，成株后耐旱能力中等。